# Chrysis andradei
Chrysis andradei es una especie de avispa del género Chrysis, familia Chrysididae. Fue descrita por Linsenmaier en 1959. Se encuentra en la península ibérica.